# 鳥取西部農業協同組合
鳥取西部農業協同組合（とっとりせいぶのうぎょうきょうどうくみあい、通称JAとっとり西部）は、鳥取県米子市に本所を置く農業協同組合。

## 歴史
- 1994年8月1日 鳥取県西部14市町村（現・9市町村）の16農業協同組合が合併し、鳥取西部農業協同組合（JA鳥取西部）となる。
- 1996年4月1日 中浜農業協同組合（JA中浜）を合併。

## 事業区域
- 鳥取県米子市
- 鳥取県境港市
- 鳥取県西伯郡日吉津村
- 鳥取県西伯郡大山町
- 鳥取県西伯郡南部町
- 鳥取県西伯郡伯耆町
- 鳥取県日野郡日南町
- 鳥取県日野郡日野町
- 鳥取県日野郡江府町

## 拠点
- 本所（経済部以外）・米子中央総合支所
  - 鳥取県米子市東福原1丁目15番16号
- 本所（経済部）
  - 鳥取県米子市昭和町10番地
- 西支所
  - 鳥取県米子市両三柳1508番地
- 金融東支所
  - 鳥取県米子市両三柳2086番地6
- 米子弓浜支所
  - 鳥取県米子市富益町761番地1
- 彦名支所
  - 鳥取県米子市彦名町2823番地
- 崎津支所
  - 鳥取県米子市大崎1185番地
- 米子南支所
  - 鳥取県米子市榎原1417番地1
- 米子みのかや支所
  - 鳥取県米子市上新印239番地
- 大高支所
  - 鳥取県米子市尾高2772番地
- 境港支所
  - 鳥取県境港市渡町1897番地
- 余子支所
  - 鳥取県境港市竹内町822番地
- 中浜支所
  - 鳥取県境港市財ノ木町562番地
- 西伯支所
  - 鳥取県西伯郡南部町阿賀915番地2
- 法勝寺支所
  - 鳥取県西伯郡南部町法勝寺371番地7
- 会見支所
  - 鳥取県西伯郡南部町天万1904番地
- 岸本支所
  - 鳥取県西伯郡伯耆町吉長104番地1
- 八郷支所
  - 鳥取県西伯郡伯耆町久古1038番地1
- 日吉津支所
  - 鳥取県西伯郡日吉津村日吉津1457番地2
- 淀江支所
  - 鳥取県米子市淀江町淀江507番地
- 大山口支所
  - 鳥取県西伯郡大山町国信549番地1
- 大山支所
  - 鳥取県西伯郡大山町佐摩975番地
- 名和支所
  - 鳥取県西伯郡大山町御来屋262番地4
- 庄内支所
  - 鳥取県西伯郡大山町富長746番地
- 中山支所
  - 鳥取県西伯郡大山町下甲290番地
- 日南支所
  - 鳥取県日野郡日南町霞778番地
- 山上支所
  - 鳥取県日野郡日南町茶屋3673番地2
- 石見支所
  - 鳥取県日野郡日南町上石見920番地4
- 多里支所
  - 鳥取県日野郡日南町湯河345番地9
- 日野支所
  - 鳥取県日野郡日野町根雨380番地
- 黒坂支所
  - 鳥取県日野郡日野町黒坂1566番地1
- 江府支所
  - 鳥取県日野郡江府町江尾1945番地
- 溝口支所
  - 鳥取県西伯郡伯耆町溝口392番地